# Auerbach/Vogtl.
För andra betydelser, se Auerbach.
Auerbach, formellt Auerbach/Vogtl., Auerbach in Vogtland, är en stad i östra Tyskland, belägen i länet Vogtlandkreis i förbundslandet Sachsen, omkring 60 km sydväst om Chemnitz. Auerbach har cirka 17 600 invånare. och är därmed den näst största staden i Vogtlandkreis efter Plauen, och utgör det viktigaste regionala centrumet i östra delen av landskapet Vogtland.

## Kända Auerbachbor
- Gert-Dietmar Klause (född 1945), längdskidåkare, mångfaldig östtysk mästare.